# Dussumieria
Dussumieria – rodzaj morskich ryb promieniopłetwych z rodziny Dussumieriidae.

## Rozmieszczenie geograficzne
Morze Śródziemne (gatunek migrujący z Morza Czerwonego – Dussumieria elopsoides), Ocean Indyjski i Ocean Spokojny.

## Morfologia
Długość ciała do 20 cm; brak szczegółowych danych dotyczących masy ciała.

## Systematyka
Rodzaj zdefiniował w 1847 roku francuski zoolog Achille Valenciennes w publikacji której współautorem był Georges Cuvier zatytułowanej Historia naturalna ryb. Gatunkiem typowym jest (oznaczenie monotypowe) krąbiel (D. acuta).

### Etymologia
- Dussumieria: Jean-Jacques Dussumier (1792–1883), francuski podróżnik i kupiec, kolekcjoner z południowo-wschodniej Azji i Oceanu Indyjskiego[5].
- Montalbania: Heraclio R. Montalban, filipiński ichtiolog[2]. Gatunek typowy (oryginalne oznaczenie (również monotypowe)): Etrumeus (Montalbania) albulina Fowler, 1934

### Podział systematyczny
Do rodzaju należą następujące gatunki:
- Dussumieria acuta Valenciennes, 1847 – krąbiel[6]
- Dussumieria albulina (Fowler, 1934)
- Dussumieria chimaera Hata, 2023
- Dussumieria elopsoides Bleeker, 1849
- Dussumieria hasseltii Bleeker, 1851
- Dussumieria modakandai Singh, Teena Jayakumar, Kumar, Murali, Mishra, Singh & Lal, 2021
- Dussumieria productissima Chabanaud, 1933
- Dussumieria torpedo Hata, Lavoué & Motomura, 2021